# Sworzyce (Grande-Pologne)
Pour les articles homonymes, voir Sworzyce.
Sworzyce (prononciation : [sfɔˈʐɨt͡sɛ]) est un village polonais de la gmina de Grodzisk Wielkopolski dans le powiat de Grodzisk Wielkopolski de la voïvodie de Grande-Pologne dans le centre-ouest de la Pologne.
Il se situe à environ 9 kilomètres au nord-ouest de Grodzisk Wielkopolski (siège de la gmina et du powiat) et à 47 kilomètres à l'ouest de Poznań (capitale régionale).

## Histoire
De 1975 à 1998, le village faisait partie du territoire de la voïvodie de Poznań.

Depuis 1999, Sworzyce est situé dans la voïvodie de Grande-Pologne.
Le village possède une population de 177 habitants.